# افتكاك العصب
افتكاك العصب (بالإنجليزية: Neurolysis)‏ هو تطبيق العوامل الفيزيائية والكيميائية على العصب من أجل إحداث تنكس مؤقت للألياف العصبية المستهدفة. يؤدي تنكس الألياف العصبية إلى إعاقة انتقال الإشارات العصبية. يُستخدم هذا في المجال الطبي بشكل شائع ومفيد لتخفيف الألم لدى مرضى السرطان.
تشمل أنواع افتكاك العصب المختلفة كلًا من افتكاك عصب الضفيرة البطنية، وافتكاك العصب بالتنظير الداخلي الموجه بالموجات فوق الصوتية وافتكاك العصب الودي القطني. ترتبط إزالة التعصيب الكيميائية والإحصار العصبي أيضًا بافتكاك العصب.
بالإضافة إلى ذلك، يوجد افتكاك عصب خارجي. تتحرك (تنزلق) الأعصاب المحيطية عبر العظام والعضلات. يمكن حصر العصب المحيطي من خلال تندب الأنسجة المحيطة ما قد يتسبب بألم أو تلف محتملين في العصب. يحدث افتكاك العصب الخارجي عند زوال النسيج الندبي المحيط بالعصب دون دخوله إلى العصب نفسه.

## أنواعه

### افتكاك عصب الضفيرة البطنية
افتكاك عصب الضفيرة البطنية (سي بّي إن) هو الاستئصال الكيميائي للضفيرة البطنية. يُستخدم هذا النوع من افتكاك العصب بشكل رئيسي في علاج الألم المرتبط بسرطان البنكرياس المتقدم. تفقد الأدوية التقليدية الحاوية على أشباه الأفيونات، والمستخدمة في علاج مرضى سرطان البنكرياس، قدرتها على تخفيف الألم بشكل كاف في العديد من الحالات المتقدمة لسرطان البنكرياس، إذ يأتي دور «سي بّي إن» هنا لرفع كفاءة الدواء. يؤدي هذا بدوره إلى تقليل الجرعة، بالتالي تقليل شدة الآثار الجانبية. يُستخدم «سي بّي إن» أيضًا في التقليل من نسبة تطوير المريض للإدمان على الأدوية شبه الأفيونية الناجم عن الجرعات الكبيرة المستخدمة بشكل شائع في العلاج.

#### مقاربات «سي بّي إن» التقليدية وإحصار العصب
يمكن إجراء «سي بّي إن» من خلال الحقن بطريق الجلد، أمامي أو خلفي الضفيرة البطنية. يُستخدم «سي بّي إن» عمومًا كإجراء مكمل لإحصار العصب، بسبب الألم الشديد المرتبط بالحقن ذاته. لا يُنفذ حقن «سي بّي إن» عادة إلا بعد نجاح إحصار الضفيرة البطنية. يختلف «سي بّي إن» عن إحصار الضفيرة البطنية (سي بّي بي) في أن الأول استئصال دائم بينما يُعد «سي بّي بي» تثبيط ألم مؤقت.
يوجد العديد من مقاربات طريق الجلد الخلفية، لكن لا يشير أي دليل سريري إلى كفاءة تقنية محددة أكثر من الأخرى. تستخدم المقاربة الخلفية بشكل عام إبرتين، واحدة في كل جانب من جسم الفقرة «إل1» مع اتجاه رأس الإبرة نحو جسم الفقرة «تي12».
قد تساهم زيادة سرعة انتشار الحقن في زيادة فعالية افتكاك العصب.

#### افتكاك العصب بالتنظير الداخلي الموجه بالموجات فوق الصوتية
افتكاك العصب بالتنظير الداخلي الموجه بالموجات فوق الصوتية، أو افتكاك العصب الموجه عبر «إي يو إس»، هو تقنية إجراء افتكاك العصب باستخدام المنظار الداخلي الترددي الخطي. تُعد تقنية «إي يو إس» قليلة الغزو، ويُعتقد أنها أسلم من مقاربات طريق الجلد التقليدية الأخرى. يمكن استخدام تقنية افتكاك العصب الموجه عبر «إي يو إس» في استهداف الضفيرة البطنية، أو العقدة البطنية أو الضفيرة العريضة من أجل علاج الألم المرتبط بسرطان البنكرياس.
يمكن إجراء افتكاك العصب الموجه عبر «إي يو إس» باستخدام المنظار الداخلي الترددي أمامي الرؤية أو منحرف الرؤية، إذ يُمرر عبر الفم إلى المريء. عند الموصل المعدي المريئي، يسمح التصوير عبر «إي يو إس» للطبيب بتصور الأبهر، الذي يمكن تتبعه وصولًا إلى أصل الشريان البطني. لا يمكن تحديد الضفيرة البطنية نفسها، لكنها تقع قريبًا من الشريان البطني. يُنفذ افتكاك العصب بعد ذلك عبر إبرة الرذاذ التي تنثر عامل افتكاك العصب، مثل الكحول أو الفينول، إلى داخل الضفيرة البطنية.
يمكن إجراء «إي يو إس – سي بّي إن» بشكل أحادي الجانب (مركزي) أو ثنائي الجانب، لا يوجد دليل سريري داعم لإحدى التقنيتين أكثر من الأخرى.
يمكن أيضًا إجراء افتكاك العصب الموجه عبر «إي يو إس» على العقدة البطنية والضفيرة العريضة بشكل مشابه لتقنية «إي يو إس – سي بّي إن». يُعتبر افتكاك عصب العقدة البطنية (إي يو إس – سي جي إن) أكثر فعالية من «إي يو إس – سي بّي إن»، ويُعد افتكاك عصب الضفيرة العريضة (إي يو إس – بي بّي إن) بدوره أكثر فعالية من «إي يو إس – سي جي إن).